# ラブラドール・レトリバー (曲)
「ラブラドール・レトリバー」（Labrador Retriever）は、日本の女性アイドルグループ・AKB48の楽曲。楽曲は秋元康により作詞、丸谷マナブにより作曲されている。2014年5月21日に、AKB48のメジャー36作目のシングルとしてキングレコードから発売された。楽曲のセンターポジションは渡辺麻友が務めた。

## 背景とリリース
前作『前しか向かねえ』から約3か月ぶりで、2014年2枚目のシングル。
楽曲のシングル盤は一般流通する「Type A」、「Type K」、「Type B」、「Type 4」、および「劇場盤」の5種類が存在する。「劇場盤」以外にはそれぞれに「初回限定盤」と「通常盤」の2種があり、計9種類がリリースされた。特典として、「劇場盤」を含む9種類全てに『AKB48 37thシングル 選抜総選挙』の投票用シリアルナンバーカードが期間限定で封入されていた。
選抜メンバーの人数は1年ぶりに前作まで4作連続だった16人を上回り、『真夏のSounds good !』の人数に並ぶ過去最多の36人となった。大和田南那、岡田奈々、北川綾巴（SKE48）、渋谷凪咲（NMB48）、西野未姫、薮下柊（NMB48）の6人が初選抜。選抜復帰のメンバーは15人で、大場美奈（SKE48）、北原里英、古畑奈和（SKE48）の3人が『鈴懸の木の道で「君の微笑みを夢に見る」と言ってしまったら僕たちの関係はどう変わってしまうのか、僕なりに何日か考えた上でのやや気恥ずかしい結論のようなもの』以来、5か月（2作）ぶり、入山杏奈と多田愛佳（HKT48）の2人が『ハート・エレキ』以来、7か月（3作）ぶり、加藤玲奈、木﨑ゆりあ、木本花音（SKE48/HKT48）、兒玉遥（HKT48）、田島芽瑠（HKT48）、朝長美桜（HKT48）、宮脇咲良（HKT48）、矢倉楓子（NMB48）の8人が『さよならクロール』以来、1年（5作）ぶり、市川美織（NMB48）と高橋朱里の2人が『真夏のSounds good !』以来、2年（10作）ぶりの選抜入りとなった。前作の選抜メンバーのうち、大島優子を除く15人が全員引き続き選抜入りした。
なお、卒業を発表している大島優子は卒業ソング「今日までのメロディー」に参加しており、これがAKB48メンバーとして最後の楽曲参加となっている。また、「今日までのメロディー」には2期生の卒業メンバーである秋元才加、今井優、大堀恵、河西智美、佐藤夏希、高田彩奈、野呂佳代、早野薫、増田有華、松原夏海も参加している。
カップリングは6曲で、各タイプに2014年2月24日に発表された新編成チームの曲が収録されていて、「Type A」はチームAの「君は気まぐれ」、「Type K」はチームKの「愛しきライバル」、「Type B」はチームBの「Bガーデン」、「Type 4」はチーム4の「ハートの脱出ゲーム」、「劇場盤」の「2人はデキテル」はAKB紅白対抗歌合戦で披露された小嶋陽菜と北川謙二のデュエット曲である。このうちドラフト生6人（川本紗矢、後藤萌咲、下口ひなな、田北香世子、西山怜那、横島亜衿）とAKB48の公式ライバル・乃木坂46を兼任している生駒里奈はAKB48のシングル初参加となる。
今作では、チーム8のメンバー、「大人AKB48」オーディションで選ばれた塚本まり子、AKB48研究生の飯野雅・谷口めぐはいずれの収録楽曲にも参加していない。
キャッチコピーは「ラブラドール、連れて行ってよ、彼女の元へ」。
「ラブラドール・レトリバー」は第56回日本レコード大賞において優秀作品賞を受賞している。

## アートワーク
| Type A（初回限定盤） | 木﨑ゆりあ、島崎遥香、高橋みなみ、山本彩、渡辺麻友、 |
| Type K（初回限定盤） | 入山杏奈、柏木由紀、川栄李奈、須田亜香里、松井珠理奈、横山由依 |
| Type B（初回限定盤） | 小嶋陽菜、指原莉乃、松井玲奈、峯岸みなみ、渡辺美優紀 |
| Type 4（初回限定盤） | 指原莉乃、松井珠理奈、渡辺麻友 |
| Type A（通常盤）     | 木﨑ゆりあ、島崎遥香、高橋みなみ、山本彩、渡辺麻友 |
| Type K（通常盤）     | 入山杏奈、柏木由紀、川栄李奈、須田亜香里、松井珠理奈、横山由依 |
| Type B（通常盤）     | 小嶋陽菜、指原莉乃、松井玲奈、峯岸みなみ、渡辺美優紀 |
| Type 4（通常盤）     | 渡辺麻友 |
| 劇場盤               | 市川美織、多田愛佳、大場美奈、大和田南那、岡田奈々、加藤玲奈、北川綾巴、北原里英、木本花音、小嶋真子、 兒玉遥、渋谷凪咲、高橋朱里、田島芽瑠、朝長美桜、西野未姫、古畑奈和、宮脇咲良、矢倉楓子、薮下柊 |

## チャート成績
『ラブラドール・レトリバー』のシングルCDは、発売前日（集計初日）の2014年5月20日付オリコンデイリーシングルチャートで推定売上枚数約146万2000枚を記録し、初登場1位を記録した。これにより、集計初日のみでミリオンセラーを達成したほか、自身の『さよならクロール』が2013年5月21日付で記録した約145万1000枚を抜き、集計初日における推定売上枚数の最高記録を更新した。シングルCDの初日のみでのミリオンセラー達成はAKB48にとって『ハート・エレキ』以来3作ぶり、通算7作目となった。シングルのミリオンセラー達成は『桜の木になろう』から17作連続・通算18作目となり、アルバムと合わせた達成数は通算20作目となった。シングルとアルバムを合わせて通算20作のミリオンセラー達成は、B'z、Mr.Childrenに次ぐ史上3組目であり、女性アーティストでは初となった。
その後、同年6月2日付オリコン週間シングルチャートにおいて初登場で1位にランクインした。同チャートにおけるAKB48のシングルの1位獲得は『RIVER』から23作連続・通算23作目となった。初動売上は約166万2000枚となった。またこの週、AKB48はシングルの総売上枚数が約2878万枚に達し、Mr.Children（約2845万4000枚）を抜き、B'z（約3544万3000枚）に次ぐ歴代2位となった。AKB48はこの曲で年間1位も獲得し、5連覇を達成した。

## ミュージック・ビデオ
ラブラドール・レトリバー
「ラブラドール・レトリバー」のミュージック・ビデオ (MV) は、2014年2月中旬にグアムのビーチで撮影された。バステルトーンの水着姿のメンバーが犬の手まねをしたポーズも入れながらビーチで踊る。1匹のラブラドール・レトリバーとビーチサイドで戯れていた夏服を着たメンバーが、映像合成によって水着姿の同じメンバーとビーチで向き合った後、ラブラドール・レトリバーを先頭にたくさんの犬・夏服を着たメンバーが水着姿のメンバーに向かって駆け出していくシーンとなる。犬たちと戯れるシーンでのメンバーの自然な表情も見どころである。
今日までのメロディー
「今日までのメロディー」のMVの前半は、2014年3月13日に大島優子が高橋みなみ、小嶋陽菜、峯岸みなみとともに秋葉原、2006年に初めてコンサートを開催した日本青年館を訪れるなどドキュメンタリー映像のみであるが、後輩メンバーが後から集まってくると曲が始まり、目標としていたコンサートを2年前に開催した東京ドームを訪ねて楽しい時間を一緒に過ごす光景がメインの映像となる。卒業した2期生が大島とともに出演するシーンもある。最後は、オレンジ色のドレスを着た大島がメンバーに囲まれて歌い、後を託すように3人の後輩に1輪の花を手渡していく。

## メディアでの使用
「ラブラドール・レトリバー」は、花王の洗濯用合成洗剤「フレグランスニュービーズ」・ディップのアルバイト求人情報サイト「バイトル」・ストラテジーアンドパートナーズのスマートフォン向けリズムアクションアプリ『AKB48 ついに公式音ゲーでました。』・「チームサプライズ」のCMソングとして使用されている。このうち、本楽曲を使用した「フレグランスニュービーズ」のCMには「AKBは知らなかった」篇（大島優子・島崎遥香・高橋みなみ・横山由依・渡辺麻友が出演）が、「バイトル」のCMには「W松井 バイトの探し方」篇（松井珠理奈・松井玲奈が出演）が、「AKB48 ついに公式音ゲーでました。」のCMには「神曲を、叩こう。」篇（入山杏奈・岡田奈々・加藤玲奈・高橋朱里・高橋みなみ・渡辺麻友・ゴンゾーが出演）が、「チームサプライズ」のCMには「ダンス」篇、「落書き」篇、「ホットドッグ」篇がある。「チームサプライズ」のCMで使われている音源は「Team SURPRISE ver.」となっており、CDには収録されていない音源が用いられている。
当楽曲は、2014年3月29日に旧国立競技場で開催された『AKB48単独&グループ春コンin 国立競技場 〜思い出は全部ここに捨てていけ!〜』公演のアンコールで初披露されたが、この模様がTBS系列で放送された『オールスター感謝祭』で生中継された結果、テレビ番組における初披露にもなった。音楽番組では、2014年4月7日にフジテレビ系列で放送された『HEY!HEY!HEY! 2014 超豪華アーティストにゴリゴリ絡みましたSP“春”』が最初となったが、いずれも一部メンバーのみの出演となった。選抜メンバー36人全員総出演での披露は2014年5月24日にNHK BSプレミアムで放送された『AKB48 SHOW!』が最初となった。

## シングル収録トラック

### Type A
「初回限定盤」と「通常盤」の2種類が存在するが、収録トラックは同一である。
| #         | タイトル                                       | 作詞      | 作曲         | 編曲         | 時間  |
| --------- | ---------------------------------------------- | --------- | ------------ | ------------ | ----- |
| 1.        | 「ラブラドール・レトリバー」                   | 秋元康    | 丸谷マナブ   | 佐々木裕     | 4:55  |
| 2.        | 「今日までのメロディー」                       | 秋元康    | 井上ヨシマサ | 井上ヨシマサ | 4:49  |
| 3.        | 「君は気まぐれ」(Team A)                       | 秋元康    | 伊藤心太郎   | 若田部誠     | 3:49  |
| 4.        | 「ラブラドール・レトリバー（off vocal ver.）」 |           | 丸谷マナブ   | 佐々木裕     | 4:55  |
| 5.        | 「今日までのメロディー（off vocal ver.）」     |           | 井上ヨシマサ | 井上ヨシマサ | 4:49  |
| 6.        | 「君は気まぐれ（off vocal ver.）」             |           | 伊藤心太郎   | 若田部誠     | 3:48  |
| 合計時間: | 合計時間:                                      | 合計時間: | 合計時間:    | 合計時間:    | 27:05 |

| #  | タイトル                                                | 作詞 | 作曲・編曲 | 監督     |
| -- | ------------------------------------------------------- | ---- | ---------- | -------- |
| 1. | 「ラブラドール・レトリバー」                            |      |            | 小林達行 |
| 2. | 「今日までのメロディー」                                |      |            | 高橋栄樹 |
| 3. | 「君は気まぐれ」                                        |      |            | 竹石渉   |
| 4. | 「特典映像 Type A『中村“圏外”麻里子の干されメン講座』」 |      |            |          |

### Type K
「初回限定盤」と「通常盤」の2種類が存在するが、収録トラックは同一である。
| #         | タイトル                                       | 作詞      | 作曲         | 編曲         | 時間  |
| --------- | ---------------------------------------------- | --------- | ------------ | ------------ | ----- |
| 1.        | 「ラブラドール・レトリバー」                   | 秋元康    | 丸谷マナブ   | 佐々木裕     | 4:55  |
| 2.        | 「今日までのメロディー」                       | 秋元康    | 井上ヨシマサ | 井上ヨシマサ | 4:48  |
| 3.        | 「愛しきライバル」(Team K)                     | 秋元康    | 福田貴史     | 佐々木裕     | 4:43  |
| 4.        | 「ラブラドール・レトリバー（off vocal ver.）」 |           | 丸谷マナブ   | 佐々木裕     | 4:55  |
| 5.        | 「今日までのメロディー（off vocal ver.）」     |           | 井上ヨシマサ | 井上ヨシマサ | 4:48  |
| 6.        | 「愛しきライバル（off vocal ver.）」           |           | 福田貴史     | 佐々木裕     | 4:42  |
| 合計時間: | 合計時間:                                      | 合計時間: | 合計時間:    | 合計時間:    | 28:53 |

| #  | タイトル                                       | 作詞 | 作曲・編曲 | 監督     |
| -- | ---------------------------------------------- | ---- | ---------- | -------- |
| 1. | 「ラブラドール・レトリバー」                   |      |            | 小林達行 |
| 2. | 「今日までのメロディー」                       |      |            | 高橋栄樹 |
| 3. | 「愛しきライバル」                             |      |            | 中村太洸 |
| 4. | 「Making of ラブラドール・レトリバー（前編）」 |      |            |          |

### Type B
「初回限定盤」と「通常盤」の2種類が存在するが、収録トラックは同一である。
| #         | タイトル                                       | 作詞      | 作曲         | 編曲           | 時間  |
| --------- | ---------------------------------------------- | --------- | ------------ | -------------- | ----- |
| 1.        | 「ラブラドール・レトリバー」                   | 秋元康    | 丸谷マナブ   | 佐々木裕       | 4:55  |
| 2.        | 「今日までのメロディー」                       | 秋元康    | 井上ヨシマサ | 井上ヨシマサ   | 4:48  |
| 3.        | 「Bガーデン」(Team B)                          | 秋元康    | 山本加津彦   | 野中“まさ”雄一 | 5:11  |
| 4.        | 「ラブラドール・レトリバー（off vocal ver.）」 |           | 丸谷マナブ   | 佐々木裕       | 4:55  |
| 5.        | 「今日までのメロディー（off vocal ver.）」     |           | 井上ヨシマサ | 井上ヨシマサ   | 4:48  |
| 6.        | 「Bガーデン（off vocal ver.）」                |           | 山本加津彦   | 野中“まさ”雄一 | 5:09  |
| 合計時間: | 合計時間:                                      | 合計時間: | 合計時間:    | 合計時間:      | 29:49 |

| #  | タイトル                                       | 作詞 | 作曲・編曲 | 監督     |
| -- | ---------------------------------------------- | ---- | ---------- | -------- |
| 1. | 「ラブラドール・レトリバー」                   |      |            | 小林達行 |
| 2. | 「今日までのメロディー」                       |      |            | 高橋栄樹 |
| 3. | 「Bガーデン」                                  |      |            | 斎藤渉   |
| 4. | 「Making of ラブラドール・レトリバー（後編）」 |      |            |          |

### Type 4
「初回限定盤」と「通常盤」の2種類が存在するが、収録トラックは同一である。
| #         | タイトル                                       | 作詞      | 作曲         | 編曲         | 時間  |
| --------- | ---------------------------------------------- | --------- | ------------ | ------------ | ----- |
| 1.        | 「ラブラドール・レトリバー」                   | 秋元康    | 丸谷マナブ   | 佐々木裕     | 4:55  |
| 2.        | 「今日までのメロディー」                       | 秋元康    | 井上ヨシマサ | 井上ヨシマサ | 4:48  |
| 3.        | 「ハートの脱出ゲーム」(Team 4)                 | 秋元康    | ヒザシ       | 板垣祐介     | 5:15  |
| 4.        | 「ラブラドール・レトリバー（off vocal ver.）」 |           | 丸谷マナブ   | 佐々木裕     | 4:55  |
| 5.        | 「今日までのメロディー（off vocal ver.）」     |           | 井上ヨシマサ | 井上ヨシマサ | 4:48  |
| 6.        | 「ハートの脱出ゲーム（off vocal ver.）」       |           | ヒザシ       | 板垣祐介     | 5:13  |
| 合計時間: | 合計時間:                                      | 合計時間: | 合計時間:    | 合計時間:    | 29:57 |

| #  | タイトル                                                          | 作詞 | 作曲・編曲 | 監督     |
| -- | ----------------------------------------------------------------- | ---- | ---------- | -------- |
| 1. | 「ラブラドール・レトリバー」                                      |      |            | 小林達行 |
| 2. | 「今日までのメロディー」                                          |      |            | 高橋栄樹 |
| 3. | 「ハートの脱出ゲーム」                                            |      |            | 土屋隆俊 |
| 4. | 「特典映像 Type 4『木﨑ゆりあのTeam 4 Music Video密着レポート』」 |      |            |          |

### 劇場盤
| #         | タイトル                                       | 作詞      | 作曲         | 編曲           | 時間  |
| --------- | ---------------------------------------------- | --------- | ------------ | -------------- | ----- |
| 1.        | 「ラブラドール・レトリバー」                   | 秋元康    | 丸谷マナブ   | 佐々木裕       | 4:55  |
| 2.        | 「今日までのメロディー」                       | 秋元康    | 井上ヨシマサ | 井上ヨシマサ   | 4:49  |
| 3.        | 「2人はデキテル」(小嶋陽菜、北川謙二)          | 秋元康    | 和泉一弥     | 野中“まさ”雄一 | 4:40  |
| 4.        | 「ラブラドール・レトリバー（off vocal ver.）」 |           | 丸谷マナブ   | 佐々木裕       | 4:55  |
| 5.        | 「今日までのメロディー（off vocal ver.）」     |           | 井上ヨシマサ | 井上ヨシマサ   | 4:49  |
| 6.        | 「2人はデキテル（off vocal ver.）」            |           | 和泉一弥     | 野中“まさ”雄一 | 4:37  |
| 合計時間: | 合計時間:                                      | 合計時間: | 合計時間:    | 合計時間:      | 28:47 |

## 選抜メンバー
☆はメディア選抜。
- 市川美織 [注釈 2]
- 入山杏奈☆
- 多田愛佳 [注釈 3]
- 大場美奈 [注釈 4]
- 大和田南那
- 岡田奈々
- 柏木由紀 ☆ [注釈 5]
- 加藤玲奈
- 川栄李奈☆
- 木﨑ゆりあ☆
- 北川綾巴 [注釈 4]
- 北原里英
- 木本花音 [注釈 6]
- 小嶋陽菜☆
- 小嶋真子
- 兒玉遥 [注釈 7]
- 指原莉乃☆ [注釈 3]
- 渋谷凪咲 [注釈 8]
- 島崎遥香☆
- 須田亜香里☆ [注釈 4]
- 高橋朱里
- 高橋みなみ☆
- 田島芽瑠 [注釈 3]
- 朝長美桜 [注釈 7]
- 西野未姫
- 古畑奈和 [注釈 9]
- 松井珠理奈☆ [注釈 9]
- 松井玲奈☆ [注釈 10]
- 峯岸みなみ☆
- 宮脇咲良 [注釈 7]
- 矢倉楓子 [注釈 8]
- 薮下柊 [注釈 2]
- 山本彩☆ [注釈 8]
- 横山由依☆
- 渡辺麻友☆
- 渡辺美優紀☆ [注釈 11]

## 収録アルバム
- ここがロドスだ、ここで跳べ!
- 0と1の間